# Валдемар V (Анхалт)
Валдемар V фон Анхалт-Кьотен (на немски: Waldemar V von Anhalt-Köthen; † 1436) от род Аскани е княз на Анхалт-Кьотен от 1423 до 1436 г. 
Валдемар е вторият син на Албрехт IV фон Анхалт-Кьотен († 1423) и първата му съпруга Елизабет фон Мансфелд († † 1413/1417), дъщеря на граф Гюнтер I фон Мансфелд († 1412) и съпругата му графиня Елизабет фон Хонщайн-Клетенберг († сл. 1412).
Брат е на Адолф I († 1473) и полубрат на Албрехт VI († 1475).
През 1396 г. баща му Албрехт IV и брат му Зигисмунд I († 1405) разделят княжество Анхалт-Цербст на Анхалт-Кьотен и Анхалт-Десау. Албрехт IV получава Анхалт-Кьотен.
След смъртта на баща му през 1423 г. Валдемар го наследява като съкняз на Анхалт-Кьотен заедно с по-големия му брат си княз Адолф I (упр. 1423 – 1473).

## Фамилия
Валдемар се жени през 1420 г. за София фон Хадмерслебен, дъщеря на Конрад фон Хадмерслебен, господар на Егелн и съпругата му Елизабет фон Кверфурт († 1452), която предната 1419 година става втората съпруга на баща му Албрехт IV. Те имат две деца:
- Йохан III († 1463), каноник в Магдебург и Халберщат
- Елизабет († сл. 1490), монахиня в Деренбург.